# سفر (مسلسل سوري)
سفر مسلسل درامي سوري من إنتاج العام 1998م
وهوا أول عمل درامي للنجوم رامي حنا ومحمد حداقي وفادي صبيح وحسام الشاة .

## فريق العمل
قصة وسيناريو وحوار: أحمد حامد
إخراج: حاتم علي
مخرج منفذ: الليث حجو
مخرج مساعد: المثني صبح
تصوير: سامر الزيات

## النجوم
مازن الناطور
سمر سامي
طلحت حمدي
نورا رحال
عصام عبه جي
حسن عويتي
حسن دكاك
أنطوانيت نجيب
عبد المنعم عمايري
فاتن شاهين
إيمان عبد العزيز
إياد أبو الشامات
مها المصري
رفيق سبيعي
أديب قدورة
خالد تاجا
يارا صبري
قمر خلف
لينا كرم
تاج حيدر
مع مشاركة نجوم من العراق وفلسطين ولبنان .